# Grigor Grigorian
Grigor Grigorian –en armenio, Գրիգոր Գրիգորյան– (4 de julio de 1992) es un deportista armenio que compite en lucha libre. Ganó dos medallas en el Campeonato Europeo de Lucha, plata en 2014 y bronce en 2017.

## Palmarés internacional
| Campeonato Europeo | Campeonato Europeo | Campeonato Europeo | Campeonato Europeo |
| Año                | Lugar              | Medalla            | Categoría          |
| ------------------ | ------------------ | ------------------ | ------------------ |
| 2014               | Vantaa (Finlandia) | Medalla de plata   | 70 kg              |
| 2017               | Novi Sad (Serbia)  | Medalla de bronce  | 74 kg              |